# ジョルジュ・クロード

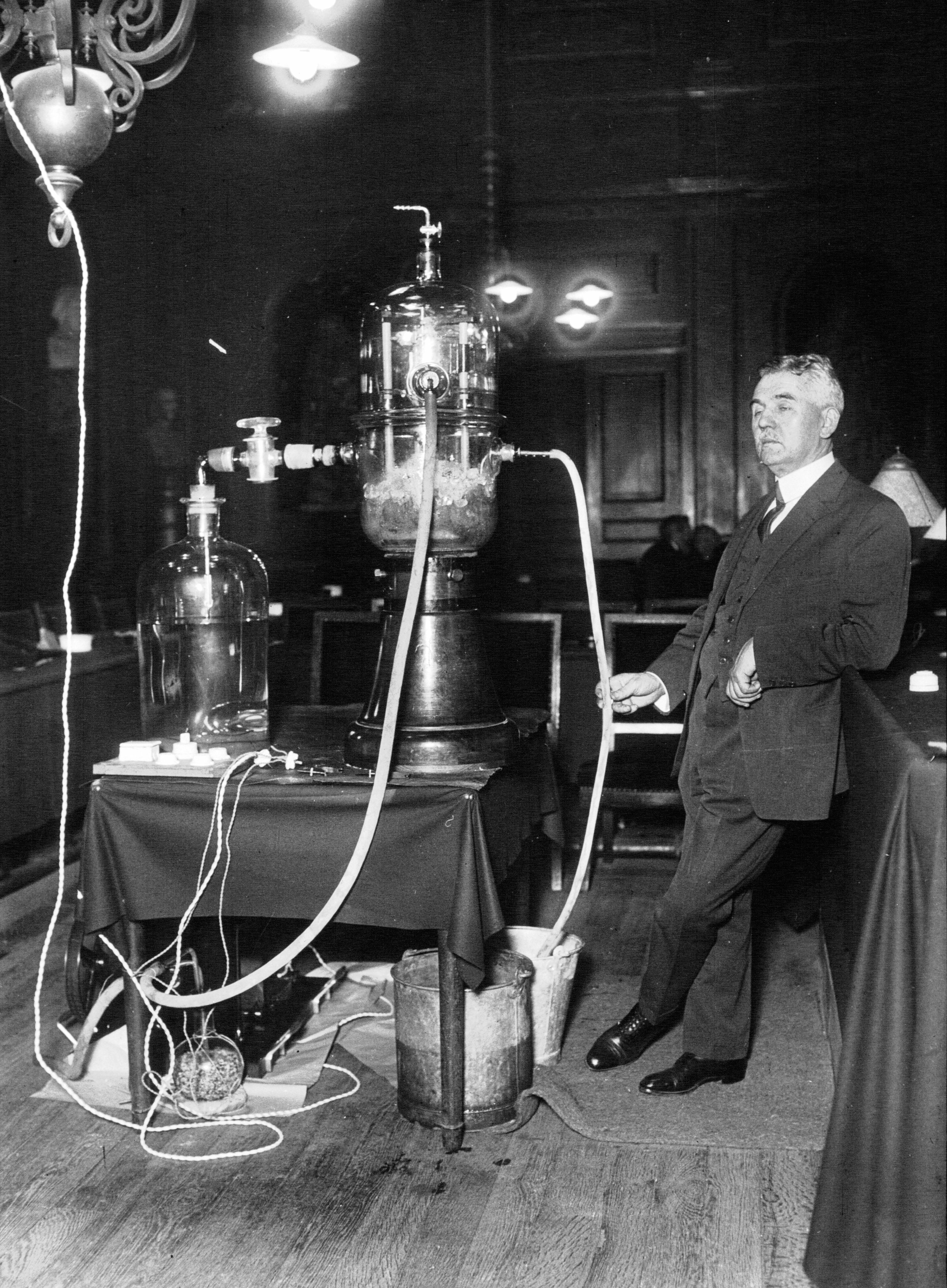
実験装置を前にしたクロード（1926年）

ジョルジュ・クロード（Georges Claude、1870年9月24日 – 1960年5月23日）は、フランスの化学者、エンジニア、発明家である。
パリ生まれ。ダニエル・マクファーラン・ムーアの発明、ムーアランプに影響を受け、不活性なネオンガスを封入したガラス管に電気放電する照明器具ネオン管を発明した。

## 業績
1923年、クロードのフランスの会社クロード・ネオン社がアメリカにネオンサインを紹介すると、すぐに屋外広告としての地位を獲得した。昼でも明るいために人々は皆立ち止まり、その色を見て"liquid fire（液体の炎）"と言って注目した。最初の売り上げはカリフォルニア州ロサンゼルスの車販売業者アーリー・C・アンソニーのパッカード社が注文した2つのネオンサイン「Packard」で価格は$24,000だった。
海洋温度差発電（OTEC）の概念を考え出したジャック＝アルセーヌ・ダルソンバールの教え子として、その技術を実用化する最初の試作機を建造した人物である。1930年、クロードはキューバにおいて低圧タービンを使ったOTECで22kWを発電した。
1935年, クロードは ブラジルの沖に停泊させた10,000トンの輸送船を使った別のOTECプラントを建てた。両方のプラントは正味電力を生成できるようになる前に、天候と波によって破壊されてしまった。（正味電力とは生成した電力からシステムを動作させるのに必要な電力を引いたものである。）